# Lijst van afleveringen van Genie in the House
Dit is een lijst van afleveringen van Genie in the House. 

## Seizoenen
| Seizoen | Eerste uitzending                  | Afleveringen | Aantal |
| ------- | ---------------------------------- | ------------ | ------ |
| 1       | 29 mei 2006 - 7 mei 2007           | 1 - 26       | 26     |
| 2       | 5 november 2007 - 30 mei 2008      | 27 - 52      | 26     |
| 3       | 3 november 2008 - 5 januari 2009   | 53 - 63      | 11     |
| 4       | 10 augustus 2009 - 4 december 2010 | 64 - 78      | 15     |

## Afleveringen

### Seizoen 1 (2006-2007)
| Aflevering (seizoen) | Aflevering (serie) | Nederlandse titel        | Originele titel         | Uitzenddatum    |
| -------------------- | ------------------ | ------------------------ | ----------------------- | --------------- |
| 1                    | 1                  | De klonen                | The Clones              | 29 mei 2006     |
| 2                    | 2                  | Mijn nieuwe beste vriend | My New Best Friend      | 30 mei 2006     |
| 3                    | 3                  | Grotvader                | Cave Dad                | 31 mei 2006     |
| 4                    | 4                  | Zeg Cheese               | Say Cheese              | 1 juni 2006     |
| 5                    | 5                  | Jeugdliefde              | Puppy Love              | 2 juni 2006     |
| 6                    | 6                  | Leraar Adil              | Teacher Adil            | 5 juni 2006     |
| 7                    | 7                  | De meidenband            | Girlband                | 6 juni 2006     |
| 8                    | 8                  | Coole vader              | Daddy Cool              | 7 juni 2006     |
| 9                    | 9                  | Koekoek in de lamp       | Cuckoo in the Lamp      | 8 juni 2006     |
| 10                   | 10                 | Grapjes                  | Kidding Around          | 9 juni 2006     |
| 11                   | 11                 | Rock me Amadeus          | Rock Me Amadeus         | 12 juni 2006    |
| 12                   | 12                 | Maximum bereikt          | Maxed Out               | 13 juni 2006    |
| 13                   | 13                 | Gnome Sweet Gnome        | Gnome Sweet Gnome       | 14 juni 2006    |
| 14                   | 14                 | Wil je dansen?           | Do You Want To Dance?   | 9 oktober 2006  |
| 15                   | 15                 | Control freak            | Control Freak           | 10 oktober 2006 |
| 16                   | 16                 | Levende pop              | Living Doll             | 11 oktober 2006 |
| 17                   | 17                 | Game On                  | Game on                 | 12 oktober 2006 |
| 18                   | 18                 |                          | Out of Our Minds        | 16 oktober 2006 |
| 19                   | 19                 |                          | For Your Spies Only     | 17 oktober 2006 |
| 20                   | 20                 |                          | Election Selection      | 18 oktober 2006 |
| 21                   | 21                 |                          | No Time Like the Future | 19 oktober 2006 |
| 22                   | 22                 |                          | Me Me Me                | 23 oktober 2006 |
| 23                   | 23                 | Ik hou van Adil          | I Love Adil             | 24 oktober 2006 |
| 24                   | 24                 |                          | Mummy Dearest           | 25 oktober 2006 |
| 25                   | 25                 |                          | Witch Way               | 26 oktober 2006 |
| 26                   | 26                 |                          | Emma TV                 | 7 mei 2007      |

### Seizoen 2 (2007-2008)
| Aflevering (seizoen) | Aflevering (serie) | Nederlandse titel | Originele titel                          | Uitzenddatum     |
| -------------------- | ------------------ | ----------------- | ---------------------------------------- | ---------------- |
| 1                    | 27                 |                   | The Blob                                 | 5 november 2007  |
| 2                    | 28                 |                   | I Feel Like Singing                      | 6 november 2007  |
| 3                    | 29                 |                   | Return of Abdab                          | 7 november 2007  |
| 4                    | 30                 |                   | Genie Swap                               | 8 november 2007  |
| 5                    | 31                 |                   | Soap Opera                               | 9 november 2007  |
| 6                    | 32                 |                   | Eau de Sophie                            | 12 november 2007 |
| 7                    | 33                 |                   | Juice Wars                               | 13 november 2007 |
| 8                    | 34                 |                   | Super Max                                | 14 november 2007 |
| 9                    | 35                 |                   | My Chair Lady                            | 15 november 2007 |
| 10                   | 36                 |                   | Junior Genie                             | 16 november 2007 |
| 11                   | 37                 |                   | Double Trouble                           | 5 december 2007  |
| 12                   | 38                 |                   | Princess Emma                            | 6 december 2007  |
| 13                   | 39                 |                   | Girls Will Be Boys                       | 7 december 2007  |
| 14                   | 40                 |                   | Genie Flu                                | 10 december 2007 |
| 15                   | 41                 |                   | Good Morning, Miss Norton                | 11 december 2007 |
| 16                   | 42                 |                   | Drama Queen                              | 12 december 2007 |
| 17                   | 43                 |                   | Back to the Eighties                     | 21 mei 2008      |
| 18                   | 44                 |                   | Forget About It                          | 22 mei 2008      |
| 19                   | 45                 |                   | Genie of the Year                        | 23 mei 2008      |
| 20                   | 46                 |                   | Bamboozled                               | 24 mei 2008      |
| 21                   | 47                 |                   | Car Wash                                 | 25 mei 2008      |
| 22                   | 48                 |                   | Mr. Write                                | 26 mei 2008      |
| 23                   | 49                 |                   | You've Been Framed                       | 27 mei 2008      |
| 24                   | 50                 |                   | Return to Balamkadaar - Trilogy (Part 1) | 28 mei 2008      |
| 25                   | 51                 |                   | Return to Balamkadaar - Trilogy (Part 2) | 29 mei 2008      |
| 26                   | 52                 |                   | Return to Balamkadaar - Trilogy (Part 3) | 30 mei 2008      |

### Seizoen 3 (2008-2009)
| Aflevering (seizoen) | Aflevering (serie) | Nederlandse titel | Originele titel              | Uitzenddatum     |
| -------------------- | ------------------ | ----------------- | ---------------------------- | ---------------- |
| 1                    | 53                 |                   | World Of Emma                | 3 november 2008  |
| 2                    | 54                 |                   | The Curse Of The Genie Ring  | 4 november 2008  |
| 3                    | 55                 |                   | Pony Tale                    | 6 november 2008  |
| 4                    | 56                 |                   | Teacher's Pet                | 7 november 2008  |
| 5                    | 57                 |                   | Groovy Kind of Guy           | 8 november 2008  |
| 6                    | 58                 |                   | Look To the Future           | 9 november 2008  |
| 7                    | 59                 |                   | Genie Hotline                | 10 november 2008 |
| 8                    | 60                 |                   | Fame School                  | 20 november 2008 |
| 9                    | 61                 |                   | Adil Goes to School (Part 1) | 31 december 2008 |
| 10                   | 62                 |                   | Adil Goes to School (Part 2) | 31 december 2008 |
| 11                   | 63                 |                   | At Home With The Hortons     | 5 januari 2009   |

### Seizoen 4 (2009-2010)
| Aflevering (seizoen) | Aflevering (serie) | Nederlandse titel | Originele titel               | Uitzenddatum     |
| -------------------- | ------------------ | ----------------- | ----------------------------- | ---------------- |
| 1                    | 64                 |                   | House Of Ghosts               | 10 augustus 2009 |
| 2                    | 65                 |                   | Rock On                       | 11 augustus 2009 |
| 3                    | 66                 |                   | Sophie Genie                  | 12 augustus 2009 |
| 4                    | 67                 |                   | Yo Ho Adil                    | 13 augustus 2009 |
| 5                    | 68                 |                   | Rock The Casbah               | 14 augustus 2009 |
| 6                    | 69                 |                   | Flower Power                  | 17 augustus 2009 |
| 7                    | 70                 |                   | Our House                     | 18 augustus 2009 |
| 8                    | 71                 |                   | Don't Tie Me Down             | 19 augustus 2009 |
| 9                    | 72                 |                   | Max Actor                     | 20 augustus 2009 |
| 10                   | 73                 |                   | World Genie Day               | 21 augustus 2009 |
| 11                   | 74                 |                   | Genie Without A Lamp (Part 1) | 27 februari 2010 |
| 12                   | 75                 |                   | Genie Without A Lamp (Part 2) | 27 februari 2010 |
| 13                   | 76                 |                   | Legend of the Dragon (Part 1) | 4 december 2010  |
| 14                   | 77                 |                   | Legend of the Dragon (Part 2) | 4 december 2010  |
| 15                   | 78                 |                   | Legend of the Dragon (Part 3) | 4 december 2010  |